# Левашово (Ардатовский район)
Левашо́во — село в Ардатовском районе Нижегородской области. Входит в состав Личадеевского сельсовета.

## Этимология
Село получило название по фамилии некоего Левашова — по одним данным, он был помещиком, по другим — одним из основателей села.

## История
В 1815 году было начато строительство церкви, по проекту пятиглавой. Но так как барин умер и средств не хватило, то церковь построили одноглавую. Церковь действовала до 1935 года.
В «Списке населенных мест Нижегородской губернии» за 1859 год село упоминается как владельческое село Левашево Ардатовского уезда, в которой насчитывалось 43 двора, проживало 351 человек и имелось две православных церкви.
В конце XIX века оно принадлежало двум помещикам — Жукову и Скворникову, а в начале XX века наследницей осталась барыня Скворникова. При ней до революции была открыта школа, которая работала до 1970 года. Основное население — русские, православные.
Крестьяне села занимались в основном земледелием: сеяли рожь, ячмень, пшеницу, горох. В селе имелась бондарная артель, были также кустари — сапожники. Советская власть была установлена мирным путем. Коллективизация началась в 1929 году. Кулаков в Левашове было мало, раскулачили одну семью, но выслана она не была. в 1935 году организовали колхоз имени М. Горького. В колхозе занимались коневодством, держали 60 лошадей, также занимались растениеводством и животноводством.
Во время Великой Отечественной войны на фронт ушло около 80 человек, из них погибло 49. В селе во время войны проживало несколько семей эвакуированных из Ленинграда.
В 1956 году начали объединяться колхозы. Колхоз с. Левашова вошел в состав колхоза «Голятинский» Голяткинского сельского Совета. К 1965 году число жителей в селе стало уменьшаться, так как молодежь уезжала в города.

## Географическое положение
Село Левашово находится на юго-западе Нижегородской области России, на правом берегу реки Нучи. Административный центр муниципального округа Ардатов находится в 17 км к юго-востоку от Левашова. Село соединено дорогами на северо-востоке — с селом Голяткино (расстояние 2 км), 
на юго-западе — с селом Выползово. Высота над уровнем моря около 119 метров.
Село Левашово, как и вся Нижегородская область, находится в часовой зоне МСК (московское время). Смещение применяемого времени относительно UTC составляет +3:00.

## Административная принадлежность
Село Левашово входит в состав Личадеевского сельсовета Ардатовского муниципального округа Нижегородской области Российской Федерации.

## Климат
Село находится в зоне умеренно-континентального климата, который характеризуется холодной продолжительной зимой и тёплым, но достаточно коротким летом. За год выпадает в среднем 450—550 мм осадков, из них 68 % — в виде дождя и 32 % — в виде снега. Среднегодовая относительная влажность воздуха — 76 %. Снежный покров достигает 50 см, а в особо снежные зимы может достигать одного метра и более.
Весна приходит резко, обычно к середине апреля, при этом вплоть до середины мая нередки заморозки. Лето сравнительно короткое и достаточно жаркое — в отдельные годы температура может достигать 36 °C. Шапка лета приходится на июль. В конце весны и лета нередки грозы — их может случаться до 20 за год, почти каждый год выпадает град. Осень приходит в сентябре и стоит до начала ноября, но уже в сентябре нередки заморозки. Зима наступает в начале ноября и продолжается до середины марта. Обычно первый снег выпадает в октябре и держится в течение пяти месяцев, сходит к 10—15 апреля. Почва промерзает на глубину 70—90 см.
Вегетационный период составляет 189 дней, продолжительность безморозного периода — 137 дней.

## Население
| Численность населения | Численность населения | Численность населения | Численность населения | Численность населения | Численность населения | Численность населения | Численность населения | Численность населения |
| 1785                  | 1859                  | 1916                  | 1978                  | 1992                  | 1999                  | 2002                  | 2010                  | 2021                  |
| --------------------- | --------------------- | --------------------- | --------------------- | --------------------- | --------------------- | --------------------- | --------------------- | --------------------- |
| 203                   | ↗351                  | ↗359                  | ↘166                  | ↘87                   | ↘49                   | ↘33                   | ↘16                   | ↘6                    |

## Инфраструктура
В селе единственная улица Садовая.